# خداحافظ (ترانه اسپایس گرلز)
«خداحافظ» تک‌آهنگی از اسپایس گرلز است که در سال ۱۹۹۸ میلادی منتشر شد.
این تک‌آهنگ در چارت‌های بریتانیا، نیوزلند در رتبه اول و در چارت‌های استرالیا، ایتالیا، فنلاند، سوئد، سوئیس، نروژ جزو ده ترانه اول قرار گرفت.